# Escaphiella litoris
Escaphiella litoris là một loài nhện trong họ Oonopidae.
Loài này thuộc chi Escaphiella. Escaphiella litoris được Ralph Vary Chamberlin miêu tả năm 1924.